# Adramelech

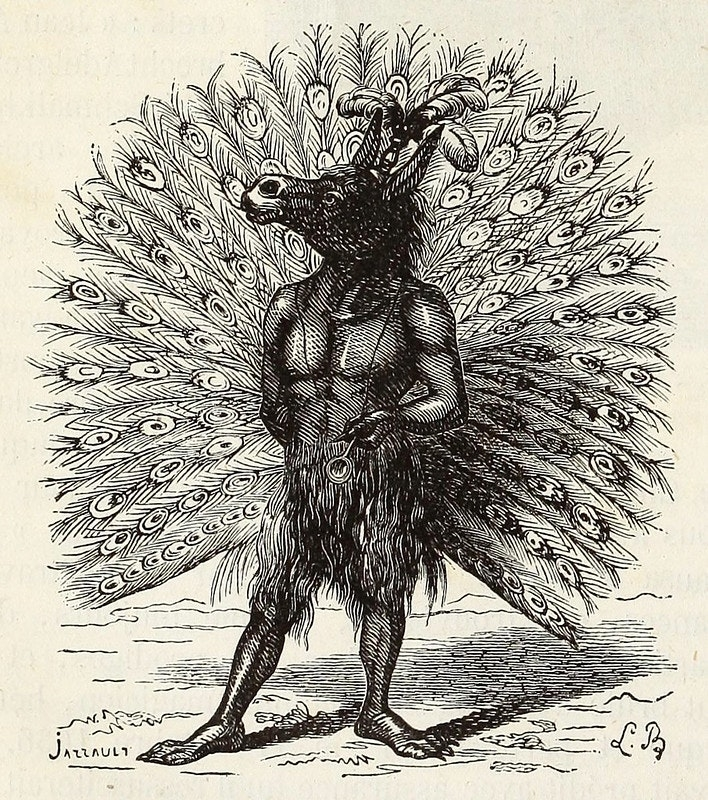
Adramelech in un disegno del Dictionnaire infernal di Collin de Plancy

Adramelech, generalmente chiamato Adrammalech, è un demone citato nella lista dei principali demoni stabilita dalla Chiesa durante il primo concilio di Braga.
Grande cancelliere degli Inferi, intendente del guardaroba del sovrano dei demoni, presidente dell'alto consiglio dei diavoli, è l'ottavo dei dieci arcidiavoli, cancelliere dell'ordine della mosca (grande croce), un ordine fondato da Belzebù.
In passato era collegato a Asmodai, in quanto uno dei potenti troni.
Veniva adorato dagli Assiri, soprattutto a Sépharvaïm, dove bruciavano i bambini sopra i suoi altari.
Ha l'apparenza di un pavone o di un mulo o di un dragone secondo i rabbini oppure ancora ha il corpo umano con la testa di gufo.
Una profezia vuole che Adramelech sarà uno dei padri degli arcidemoni (arcidemone/nemesi: arcangelo) che porterà il suo potere all'Inferno e libererà Satana dalle sue sofferenze.